# Vère (Noireau)
Die Vère ist ein Fluss in Frankreich, der in der Region Normandie verläuft. Sie entspringt unter dem Namen Ruisseau du Vivier beim Weiler Le Vauru im Gemeindegebiet von Landigou, entwässert in einem Bogen von Südwest über West nach Nordost und mündet nach rund 25 Kilometern beim Ort Pont Erembourg an der Gemeindegrenze von Saint-Pierre-du-Regard und Saint-Denis-de-Méré als linker Nebenfluss in den Noireau. Auf seinem Weg durchquert die Vère das Département Orne und berührt an seiner Mündung auf einer kurzen Strecke auch das benachbarte Département Calvados.

## Orte am Fluss
(Reihenfolge in Fließrichtung)
- La Selle-la-Forge
- Flers
- Saint-Georges-des-Groseillers
- Pont Erembourg